# Carolina Morace
Carolina Morace (phát âm tiếng Ý: [karoˈlina moˈratʃe], sinh ngày 5 tháng 2 năm 1964) là một cựu nữ cầu thủ bóng đá người Ý thi đấu ở vị trí tiền đạo. Cô từng là thành viên của Đội tuyển bóng đá nữ quốc gia Ý và từng thi đấu cho nhiều câu lạc bộ tại Serie A. Carolina Morace là cầu thủ ghi bàn hàng đầu tại Serie A trong mùa giải 1984–85 và trong 11 năm liên tiếp từ 1987–88 đến 1997–98.
Sau khi giã từ sân cỏ, cô trở thành huấn luyện viên của đội Lazio và từng dẫn dắt đội tuyển bóng đá nữ quốc gia Ý từ năm 2000 đến 2005, và Canada từ năm 2009 đến năm 2011. Năm 2014, cô là nữ vận động viên đầu tiên được vinh danh tại Phòng danh dự Bóng đá Ý. Hiện tại, cô đang là huấn luyện viên trưởng của câu lạc bộ nữ A.C. Milan.

## Sự nghiệp
Sinh ra tại Venice, Morace đã có màn mắt cho đội tuyển quốc gia vào năm 1978 trong trận đấu với Nam Tư, khi đó cô mới chỉ ở tuổi 14. Trong sự nghiệp của mình, cô đã có tổng cộng 153 lần khoác áo đội tuyển quốc gia, ghi được 105 bàn thắng. Trong khi chơi ở giải vô địch quốc gia, cô đã ghi hơn 550 bàn thắng. Morace từng góp mặt cùng với đội tuyển nước nhà tại sáu giải vô địch châu Âu và Giải vô địch bóng đá nữ thế giới 1991 diễn ra tại Trung Quốc, sân chơi mà cô đã có 4 bàn thắng, trong đó có một hat-trick đầu tiên được ghi tại một kỳ World Cup trong chiến thắng 5– 0 trước Đài Bắc Trung Quốc.
Cô cũng là người dẫn đầu trong trận đấu từ thiện của FA Charity Shield 1990, Morace ghi tất cả bốn bàn thắng trong trận mà chủ nhà Anh thua 1-4 trước Ý ngay tại sân vận động Wembley và tên của cô đã được đăng trên trang nhất của tờ báo danh tiếng La Gazzetta dello Sport ngay ngày hôm sau., một kỷ lục chưa từng bị phá vỡ bởi bất kỳ một cầu thủ nam hay nữ nào kể từ đó.

## Huấn luyện viên
Morace có giấy chứng nhận huấn luyện viên UEFA PRO License có lẽ nổi tiếng nhất vì cô là phụ nữ đầu tiên huấn luyện một đội bóng đá nam chuyên nghiệp, đó là Viterbese Castrense thi đấu tại Serie C1 vào tháng 6 năm 1999. Tuy nhiên cô đã phải rời chỉ sau hai trận dẫn dắt khi chủ tịch can thiệp vào việc công tác quản lý.
Trong 5 năm từ 2000-2005, cô là huấn luyện viên trưởng cho đội tuyển nữ quốc gia Ý, hai lần thi đấu tại giải vô địch châu Âu. Trong năm 2008–2009, Morace đồng ý khi làm vai trò huấn luyện viên trưởng của Đội nam chuẩn bị cho họ thi đấu.
Vào tháng 2 năm 2009, cô ra mắt trên cương vị là tân huấn luyện viên trưởng của đội tuyển bóng đá nữ quốc gia Canada. Dưới sự dẫn dắt của cô, Canada đã giành chức vô địch CONCACAF 2010, Cúp Síp 2010 và 2011, và tour du đấu Four Nations Tournament 2010. Tại giải vô địch bóng đá nữ thế giới năm 2011, cầu thủ ghi bàn hàng đầu của đội Christine Sinclair đã bị trấn thương ở mũi ngay trong trận mở màn, Canada đã bị loại khỏi giải ngay tại vòng bảng. Morace sau đó đã tuyên bố từ chức huấn luyện viên đội tuyển nữ quốc gia Canada vào thứ 6 ngày 22 tháng 7 năm 2011 do một số bất đồng. Hơn 2,5 năm phụ trách, Morace đã cải thiện vị trí của Canada trên bảng xếp hạng FIFA, từ vị trí thứ 11 lên thứ 6 trên thế giới.
Từ năm 2011, Carolina Morace dẫn dắt các khóa đào tạo FIFA trên toàn thế giới với tư cách là Đại sứ và Giảng viên của FIFA. Kinh nghiệm của cô với tư cách là Giám đốc điều hành của Học viện Juventus tại Roma đã thúc đẩy cô bắt đầu xây dựng học viện bóng đá của riêng mình, Pro Soccer Coaching. Ngày 17 tháng 9 năm 2015, Morace được bổ nhiệm làm Giám đốc kỹ thuật của Floreat Athena FC ở giải Tây Úc. Đến tháng 12 năm 2016, cô được bổ nhiệm làm huấn luyện viên đội tuyển bóng đá nữ quốc gia Trinidad và Tobago nhưng chấm dứt hợp đồng vào năm 2017 vì các vấn đề về thanh toán. Năm 2018, cô ký hợp đồng có thời hạn 2 năm để trở thành huấn luyện viên đầu tiên của Câu lạc bộ bóng đá nữ A.C. Milan mới được thành lập.

## Cuộc sống cá nhân
Morace đã có một văn bằng luật vào năm 1996 và từng làm tại tại một Nghị trường ở Roma. Sau 13 năm trên sóng truyền hình Ý, Morace trở thành một nhân vật nổi tiếng ở Ý với tư cách là bình luận viên bóng đá và phân tích các trận đấu của Serie A được phát trên các kênh La7, Telemontecarlo, Rai 1 và Rai International. Ngoài ra, cô cũng viết các bài báo hàng tuần cho La Gazzetta Dello Sport.
Năm 2015, Morace xuất hiện trong một cuốn truyện tranh với tư cách là huấn luyện viên cho đội tuyển bóng đá chuyên nghiệp có tên là "Elfio ei Satanelli!".